# Bedford Psalter-getijdenboek
Het Bedford Psalter-getijdenboek uit het eerste kwart van de 15e eeuw (1414-1422) is een gebedenboek voor lekendevotie dat gemaakt werd in opdracht van Jan Plantagenet, de derde zoon van Hendrik IV, na zijn benoeming tot hertog van Bedford in 1414 en vermoedelijk voor zijn benoeming tot regent van Frankrijk in 1422.

## Codicologische informatie
Het manuscript is samengesteld uit 240  perkamenten folia van 450 bij 275 mm groot. Vooraan zijn er zeven gefolieerde originele en twee moderne perkamenten schutbladen,  achteraan zijn er eveneens twee moderne perkamenten schutbladen. Het tekstblok meet 235 bij 150 mm. De tekst in het Latijn is geschreven in een littera textualis in een kolom met 18 lijnen per blad.

## Geschiedenis
Het boek werd gemaakt in opdracht van de hertog van Bedford. Op f21r vinden we de volgende tekst (als lijnvuller): 'I commende me unto ȝow. I pray god save the Duke of Bedford'. Ook zijn wapen, zijn helmteken gedragen door een arend en de yale, komen veelvuldig voor in het manuscript. Zijn motto 'pur souffrir' vinden we terug op f73r 
Later kwam het handschrift terecht bij Mary Fitzlewis (1467-????), de vrouw van Anthony Wydeville, (ca.1440-1483), 2e graaf van Rivers, de zoon van Richard Wydeville, 1e graaf van Rivers en Jacquetta van Luxemburg (1415-1472), de weduwe van  Jan van Bedford. In de kalender vinden we op f3v in de maand juni een notitie met de geboortedatum van Mary: 'maria fitz loys Nat. in iii Kalend. Junii. A[nn]o d[omi]ni m ccccxvii'.
Na de terechtstelling van Anthony Wydeville was het handschrift in het bezit van William Catesby (1446-1485), raadgever van Richard III en testamentuitvoerder van Anthony Wydeville. Zijn wapens zijn terug te vinden op ff. 7r, 73r, 95r, 109r, 122r, 135r, 151v, 166v, 183r. Het handschrift werd ook vermeld in de inventaris van zijn goederen van december 1484. Het boek ging over naar John Strete, een dienaar van hem. 
Bijna 300 jaar later duikt het op bij Edward Weld (1741-1775), landeigenaar die woonde op Lulworth Castle in Dorset. Zijn wapen werd gekleefd op schutblad f.IX.r. Daarna kwam het boek terecht bij Thomas Weld (1750-1810). Diens wapen werd toegevoegd op schutblad f.v.r. De Weld-familie verkocht het manuscript bij Sotheby's in Londen on 29 juli 1929 als lot. 11. Het werd aangekocht door het British Museum voor £33,000.

## Inhoud
Het psalter-getijdenboek bevat:
- ff. 1r-6v: een heiligenkalender
- ff. 7r-72v: het getijdenboek met:
  - ff. 7r-36v: het Kleine Officie van Onze Lieve Vrouw
  - ff. 37-45r: boetepsalmen en graduaalpsalmen
  - ff. 46r-71v: de vigilie van de doden
- ff. 73r-216r Psalter
- ff. 216r-230r, Kantieken
  - Kantiek van Jesaja, Jesaja 12:1-6 Confitebor tibi domine qui iratus es …
  - Kantiek van Hizkia (Ezechias), Jesaja 38:10-12: Ego dixi in dimidio …
  - Kantiek van Hanna, 1 Samuel 2:1-10: Exultavit cor meum in domino et exaltatum.
  - Kantiek van Mozes, Exodus 15:1-13,17-20: Cantemus domino gloriose.
  - Kantiek van Habakuk, Habakuk 3:2-19 Domine audivi.
  - Kantiek van Mozes, Deuteronomium 32:1-44: Audite celi quae loquor…
  - Te Deum laudamus
  - Kantiek van de drie Hebreeuwen in de oven, Daniel 3:57-88: Benedicite omnia opera.
  - Kantiek van Zacharias, Lucas 1:68-79
  - Lofzang van Zacharias, Benedictus dominus deus Israel.
  - Kantiek van de maagd Maria, Lucas 1:46-55: Magnificat.
  - Kantiek van Simeon, Lucas 2:29-32: Nunc dimittis.
  - Gloria in excelsis Deo, Lucas 2:14.
- ff. 230v -236v: Litanie van alle Heiligen

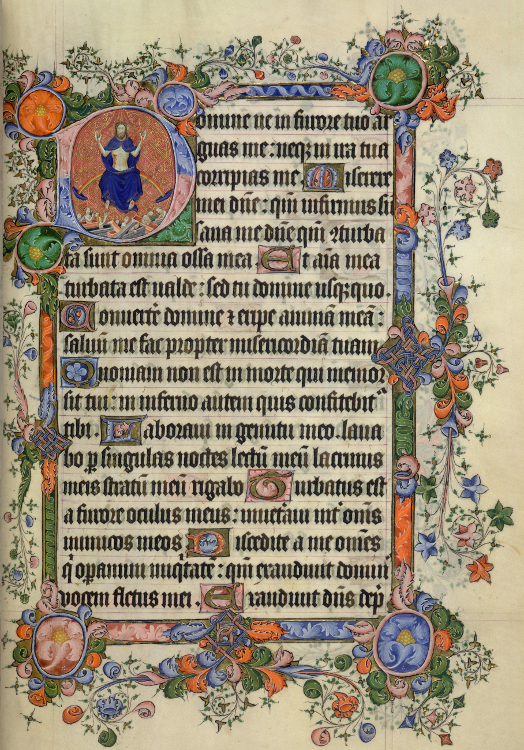
Christus als rechter op het einde der tijden.

## Verluchting
Het handschrift zou verlucht zijn door Herman Scheerre.
Op de aanvangspagina’s van de afzonderlijke uren (f7r: metten, f12v: lauden, f21v: priem, f24v: terts,  f26v: sext, f28r: none, f30r: vespers, f33r: completen)  begint de tekst met een gehistorieerde initiaal van drie lijnen hoog (zeven lijnen bij de metten). Het tekstblok wordt dan volledig omkadert en op de hoekpunten zijn er medaillons met florale versiering. Doorheen de tekst beginnen belangrijke secties eveneens met een initiaal van twee lijnen hoog die meestal een gezicht bevat. Veel van die gezichten zijn portretten van toen beroemde auteurs. Aan de initiaal ontspringen ranken die uitgewerkt worden links, onder en boven de tekst. De versalen beginnen met een versierde initiaal van een lijn hoog. Bij de metten is de annunciatie afgebeeld, voor de volgende uren gebruikte men beelden uit de passiecyclus. 
De boetepsalmen beginnen met een gehistorieerde initiaal van vijf lijnen hoog met Christus als rechter op het einde der tijden. Het dodenofficie start met een initiaal van zeven lijnen hoog die het dodenofficie afbeeldt. De tekst is versierd zoals bij de getijden.
Psalter en kantieken werden versierd zoals het getijdenboek. Op de beginpagina van het psalter toont de initiaal van acht lijnen hoog de zalving van David door Samuel. De boord rondom het tekstblok toont de Boom van Jesse.
Het psalmboek is onderverdeeld volgens de zogenaamde achtvoudige verdeling, naar de zeven beginpsalmen voor de metten van zondag tot zaterdag (1, 26, 38, 52, 68, 80 en 97) en de beginpsalm bij de vespers op zondag (psalm 109). De eerste psalm van elke sectie (zie lijst hieronder) begint met een versierde initiaal van zeven lijnen hoog die uitloopt in een volledige omkadering van het tekstblok, met florale medaillons op de hoekpunten. Deze versiering vindt men op:
- f95r psalm 26 Dominus illuminatio mea
- f109r psalm 38 Dixi custodiam
- f122r psalm 52 Dixit insipiens
- f135r psalm  68  Saluum me fac deus
- f151v psalm 80 Exultate deo
- f166v psalm 97 Cantate dominum canticum novum
- f183r psalm 109 Dixit dominus domino

De tekst is zoals bij de getijden met versierd met initialen met een portret bij het begin van elke psalm en initialen van een lijn hoog voor de versalen.